# Metroperiella montferrandii
Metroperiella montferrandii är en mossdjursart som först beskrevs av Jean Victor Audouin 1826.  Metroperiella montferrandii ingår i släktet Metroperiella och familjen Bitectiporidae. Inga underarter finns listade i Catalogue of Life.